# Kolhapur
Kolhapur (en marâthî : कोल्हापूर) est une ville de l'Inde, située dans l'État du Maharashtra.

## Géographie
Située sur la Panchganga, sa population est de 549 283 habitants en 2011.

## Histoire
Kolhapur a été la capitale d'une principauté marathe fondée vers 1707. Conquise par les Anglais après la chute de la confédération marathe vers 1812, son territoire devient l'Etat princier de Kolhapur avant d'être intégré dans l'État du Maharashtra en 1949, après l'indépendance de l'Inde. Ses limites correspondent très largement à l'actuel district de Kolhapur.

## Personnalités liées à la ville
- Leena Nair y est née en 1969, PDG de Chanel depuis 2022